# NGC 41
NGC 41 je spiralna galaksija v ozvedju Pegaza. Njen navidezni sij je 14,63m. Od Sonca je oddaljena približno 79,8 milijonov parsekov, oziroma 260,36 milijonov svetlobnih let.
Galaksijo je odkril Albert Marth 30. oktobra 1864.